# Vierfachbindung

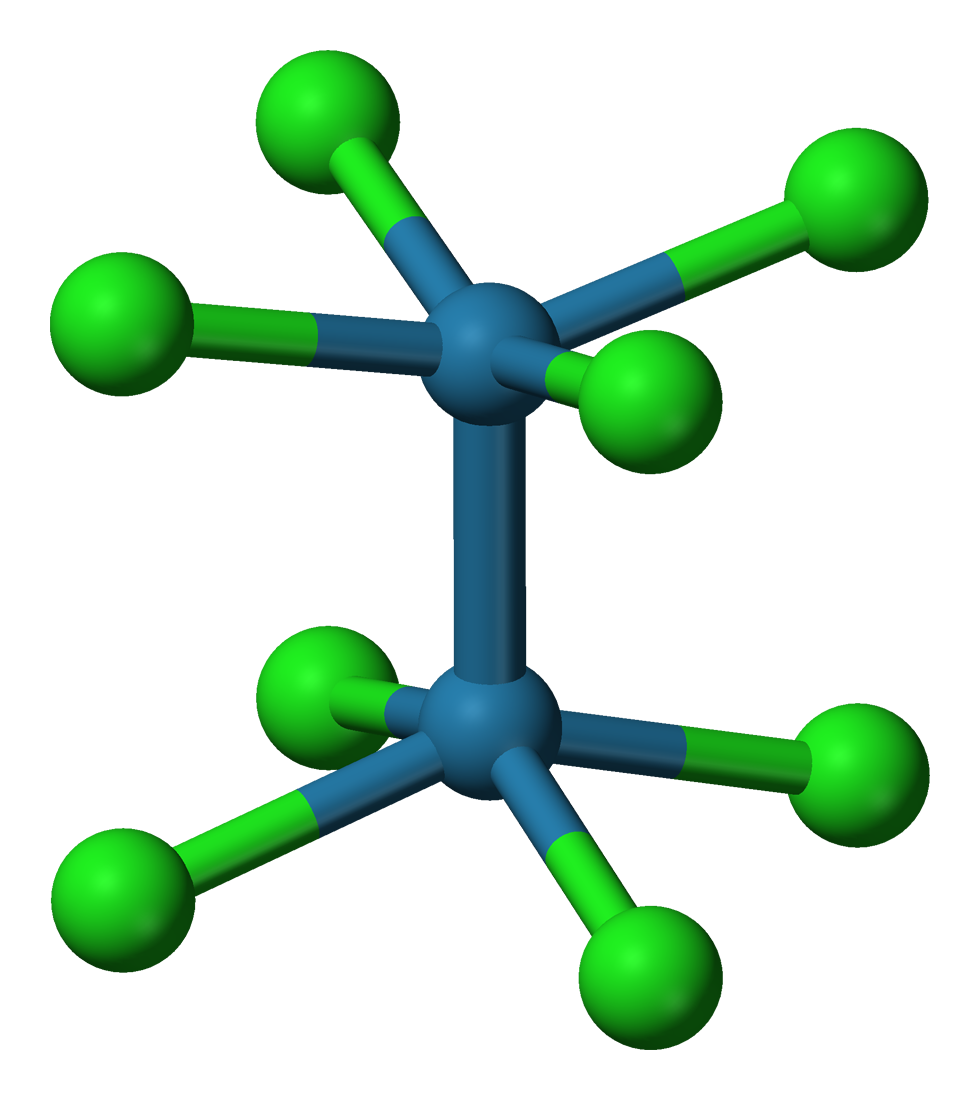
Octachloridodirhenat(III)-Ion

Eine Vierfachbindung ist eine seltene Form der chemischen Bindung zwischen zwei Atomen, die über Elektronenpaare vermittelt wird (Elektronenpaarbindung). Zwischen den Atomen gewährleisten vier Paare von Bindungselektronen den Zusammenhalt des darauf aufbauenden Moleküls. Eine Vierfachbindung hat somit eine besonders hohe Elektronendichte und ist ein Zentrum negativer Ladung.

## Beispiele
Ein bekanntes Beispiel für die Vierfachbindung ist die Gruppe der Octahalodirhenat-Komplexionen Re2X82−. Neben dem bekanntesten davon, dem Octachloridodirhenat(III)-Ion (Re2Cl82−), zuerst als Vierfachbindung beschrieben 1964 von Frank Albert Cotton, sind derzeit auch Brom-, Iod- und – sehr selten – Fluor-Komplexe bekannt.

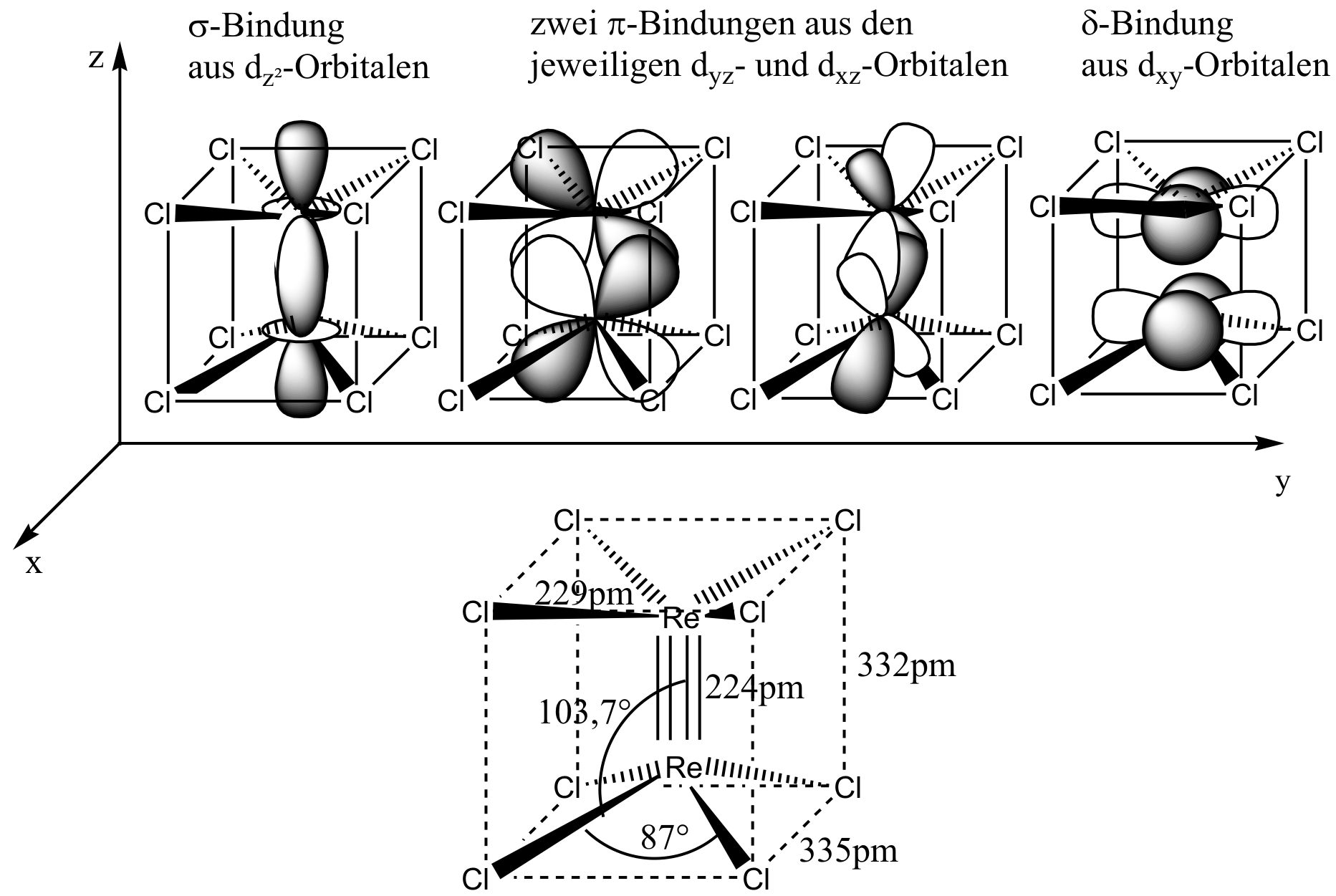
Re-Re-Vierfachbindung

Eine weitere Verbindung mit Vierfachbindung ist das tiefrote Dichrom(II)-tetraacetat-dihydrat Cr2(CH3COO)4(OH2)2, welches für eine Chrom(II)-verbindung relativ stabil ist. Sie wurde zuerst von Eugène-Melchior Péligot 1844 synthetisiert, ihr Charakter als Vierfachbindung aber erst viel später entdeckt.

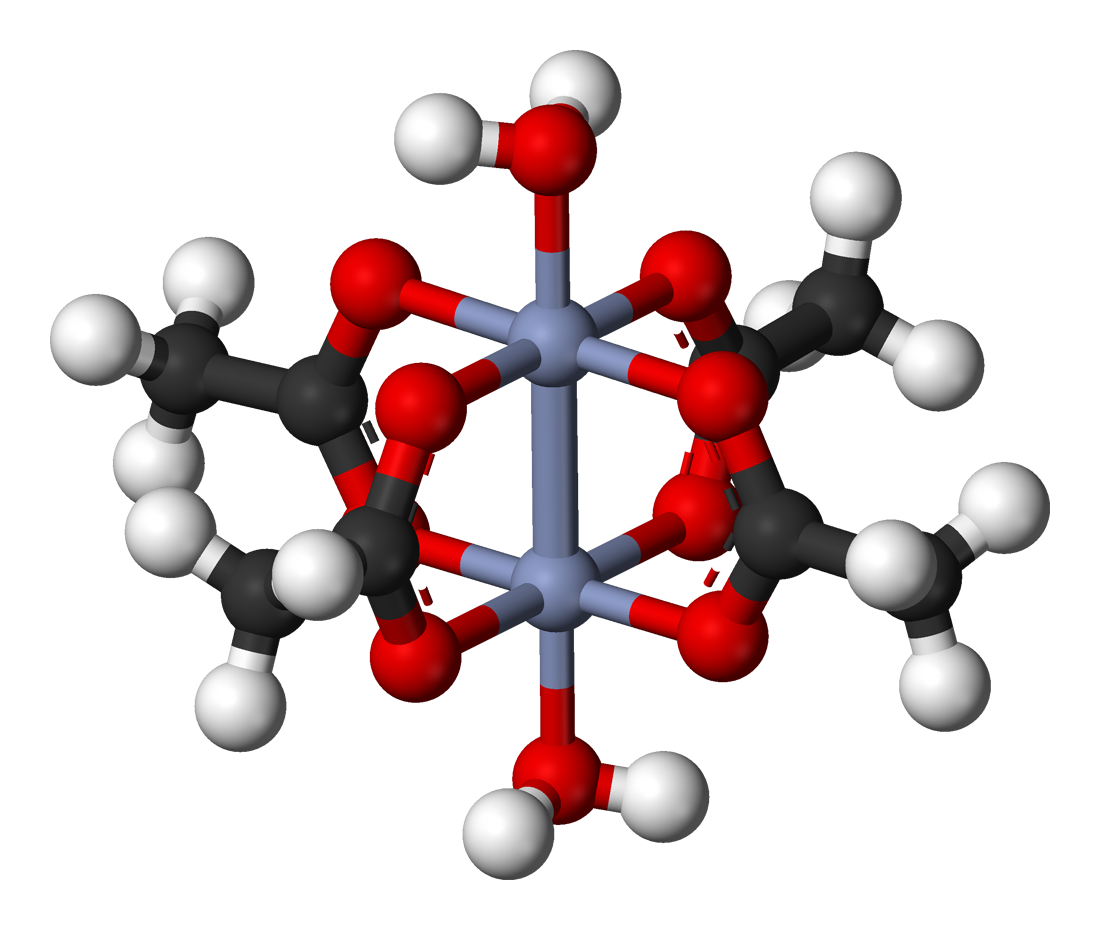
Chrom(II)-acetat

In einer Computermodellierung konnte gezeigt werden, dass die Verbindung C(Fe)(CO)3 über eine Vierfachbindung verfügen sollte.